# Glena gampsa
Glena gampsa là một loài bướm đêm trong họ Geometridae.